# Makin’ Whoopee
Makin’ Whoopee – popularna piosenka napisana przez Waltera Donaldsona i Gusa Kahna do musicalu Whoopee! z 1928 roku, w którym wykonał ją Eddie Cantor.

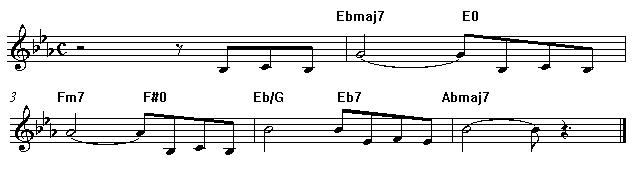
Pierwsze cztery takty utworu

## Popkultura
- Michelle Pfeiffer wykonała piosenkę w filmie Wspaniali bracia Baker z 1989 roku.
- Hawkeye Pierce zaśpiewał utwór pod koniec odcinka „Dear Dad... Three” serialu M*A*S*H.
- Rod Stewart nagrał piosenkę w duecie z Eltonem Johnem i wydał na albumie The Great American Songbook, Volume 4 w 2006 roku.
- Drugi odcinek siódmej serii serialu Kochane kłopoty nosił tytuł „That’s What You Get, Folks, For Makin’ Whoopee”.
- Cover utworu wykonany został w odcinku „Eatin’ Cookie” serialu Ulica Sezamkowa.
- Vicki Lewis zaśpiewała piosenkę w odcinku „Stupid Holiday Charity Talent Show” sitcomu NewsRadio.
- Tirome Jerome wykonał utwór w komedii muzycznej Wszyscy mówią: kocham cię w reżyserii Woody’ego Allena.